# Montes de Toledo
Montes de Toledo este o arie protejată (arie specială de conservare — SAC, sit de importanță comunitară — SCI, arie de protecție specială avifaunistică — SPA) din Spania întinsă pe o suprafață de 218.286,92 ha, integral pe uscat.

## Localizare
Centrul sitului Montes de Toledo este situat la coordonatele 39°27′29″N 4°13′16″W / 39.458°N 4.221°V.

## Înființare
Situl Montes de Toledo a fost declarat sit de importanță comunitară în decembrie 1997 pentru a proteja 2 specii de plante și 93 de specii de animale. Alte tipuri de protecție:
- arie de protecție specială avifaunistică (în iulie 2005)[2]
- arie specială de conservare (în februarie 2016)[1][3][4]

## Biodiversitate
Situată în ecoregiunea mediteraneană, aria protejată conține 38 de habitate naturale: Cursuri de apă de la nivel de câmpie la nivel montan, cu vegetație Ranunculion fluitantis și Callitricho-Batrachion, Dehesas cu Quercus spp. perene, Păduri de Quercus ilex și Quercus rotundifolia, Mlaștini turboase de tranziție și turbării mișcătoare, Ape oligotrofe din câmpii nisipoase, cu un conținut foarte redus de minerale (Littorelletalia uniflorae), Pajiști umede atlantice temperate cu Erica ciliaris și Erica tetralix, Păduri de Ilex aquifolium, Pajiști uscate europene, Iazuri temporare mediteraneene, Formațiuni riverane pe cursurile de apă mediteraneene cu debit intermitent, cu specii de Rhododendron ponticum, Salix și altele, Păduri iberice de Quercus faginea și Quercus canariensis, Ape puternic oligomezotrofe cu vegetație bentonică cu Chara spp., Fânețe de joasă altitudine (Alopecurus pratensis, Sanguisorba officinalis), Pseudostepă cu ierburi și specii anuale de Thero-Brachypodietea, Păduri de stejar galițio-portugheze cu Quercus robur și Quercus pyrenaica, Liziere de ierburi înalte hidrofile de câmpie și de nivel montan până la alpin, Lacuri și iazuri distrofice naturale, Formațiuni ierboase bogate în specii de Nardus, dezvoltate pe substraturi silicioase în zone montane (și în zone submontane, în Europa continentală), Păduri de Olea și Ceratonia, Lacuri eutrofice naturale cu vegetație de tip Magnopotamion sau Hydrocharition, Roci stâncoase cu vegetație pionieră de Sedo-Scleranthion sau Sedo albi-Veronicion dillenii, Râuri mediteraneene cu debit permanent și vegetație de Glaucium flavum, Lande oro-mediteraneene cu formațiuni endemice de grozamă, Pajiști umede mediteraneene cu ierburi înalte de Molinio-Holoschoenion, Tufărișuri termo-mediteraneene și de pre-deșert, Turbării active, Pajiști cu Molinia pe soluri calcaroase, turboase sau argilos-nămoloase (Molinion caeruleae), Grohotișuri termofile și vest-mediteraneene, Matorral arborescenți cu Juniperus spp., Depresiuni pe substraturi de turbă de Rhynchosporion, Galerii și tufărișuri riverane sudice (Nerio-Tamaricetea și Securinegion tinctoriae), Păduri aluvionare cu Alnus glutinosa și Fraxinus excelsior (Alno-Padion, Alnion incanae, Salicion albae), Galerii de Salix alba și de Populus alba, Păduri de Castanea sativa, Păduri mediteraneene de Taxus baccata, Pante stâncoase silicioase cu vegetație casmofită, Păduri de Quercus suber, Păduri termofile cu Fraxinus angustifolia.
La baza desemnării sitului se află mai multe specii protejate:
- plante (2): Festuca elegans, Narcissus fernandesii
- păsări (71): uliu porumbar (Accipiter gentilis), vulturul negru (Aegypius monachus), pescăruș albastru (Alcedo atthis), fâsă-de-câmp (Anthus campestris), fâsă de pădure (Anthus spinoletta), Apus caffer, Aquila adalberti, acvilă de munte (Aquila chrysaetos), ciuf de câmp (Asio flammeus), buha (Bubo bubo), Bubulcus ibis, pasărea ogorului (Burhinus oedicnemus), ciocârlie-cu-degete-scurte (Calandrella brachydactyla), Certhia brachydactyla, barză albă (Ciconia ciconia), barză neagră (Ciconia nigra), mierla de apă (Cinclus cinclus), șerpar (Circaetus gallicus), erete de stuf (Circus aeruginosus), erete vânăt (Circus cyaneus), erete cenușiu (Circus pygargus), dumbrăveancă (Coracias garrulus), egretă mică (Egretta garzetta), Elanus caeruleus, șoim de iarnă (Falco columbarius), Falco naumanni, șoim călător (Falco peregrinus), șoimul rândunelelor (Falco subbuteo), vânturel roșu (Falco tinnunculus), cinteză (Fringilla coelebs), ciocârlan (Galerida cristata), Galerida theklae, ciovlica roșcată (Glareola pratincola), cocor (Grus grus), vulturul pleșuv sur (Gyps fulvus), Hieraaetus fasciatus, acvilă pitică (Hieraaetus pennatus), piciorong (Himantopus himantopus), capîntortură (Jynx torquilla), Lanius excubitor meridionalis, ciocârlie de pădure (Lullula arborea), ciocârlie de bărăgan (Melanocorypha calandra), gaia neagră (Milvus migrans), gaia roșie (Milvus milvus), codobatura galbenă (Motacilla flava), muscar sur (Muscicapa striata), vultur egiptean (Neophron percnopterus), stârc de noapte (Nycticorax nycticorax), pietrar mediteranean (Oenanthe hispanica), Oenanthe leucura, pietrar sur (Oenanthe oenanthe), dropie (Otis tarda), ciuf-pitic (Otus scops), vultur pescar (Pandion haliaetus), viespar (Pernis apivorus), bătăuș (Philomachus pugnax), codroșul de pădure (Phoenicurus phoenicurus), ploier auriu (Pluvialis apricaria), Prunella collaris, Pterocles alchata, Pterocles orientalis, Pyrrhocorax pyrrhocorax, pițigoi-pungar (Remiz pendulinus), lăstun de mal (Riparia riparia), turturică (Streptopelia turtur), silvie roșcată (Sylvia cantillans), Sylvia conspicillata, silvie de tufiș (Sylvia undata), spârcaci (Tetrax tetrax), pănțărușul (Troglodytes troglodytes), pupăză (Upupa epops)
- amfibieni (1): Discoglossus galganoi
- mamifere (9): vidră de râu (Lutra lutra), râs iberic (Lynx pardinus), liliac cu aripi lungi (Miniopterus schreibersii), liliac cu urechi de șoarece (Myotis blythii), liliac comun (Myotis myotis), liliacul mediteranean cu potcoavă (Rhinolophus euryale), liliacul mare cu potcoavă (Rhinolophus ferrumequinum), liliacul mic cu potcoavă (Rhinolophus hipposideros), liliacul cu potcoavă a lui méhely (Rhinolophus mehelyi)
- nevertebrate (3): Austropotamobius pallipes, croitorul mare al stejarului (Cerambyx cerdo), Unio tumidiformis
- pești (6): Anaecypris hispanica, Cobitis paludica, Luciobarbus comizo, Pseudochondrostoma polylepis, Rutilus alburnoides, Rutilus lemmingii
- reptile (3): țestoasa de baltă (Emys orbicularis), Lacerta schreiberi, Mauremys leprosa

Pe lângă speciile protejate, pe teritoriul sitului au mai fost identificate 74 de specii de plante, 57 de specii de păsări, 12 specii de amfibieni, 19 specii de mamifere, 4 specii de pești, 17 specii de reptile.